# Congrès américain de bowling
Le Congrès américain de bowling (en anglais , United States Bowling Congress - USBC) est l'organisation nationale chargée de gérer et de promouvoir la pratique du bowling aux États-Unis. 
Il a été créé en 2005 et a son siège à Arlington au Texas.